# C.H. Brummer-Dinger
C.H. Brummer-Dinger ( 1928 ) es un botánico neerlandés.

## Algunas obras
- 1955. Notes on Guiana Droseraceae. Acta Botanica Neerlandica 4(I): 136–138. http://dx.doi.org/10.1111/j.1438-8677.1955. tb00321.x.

- La abreviatura «Brumm.-Ding.» se emplea para indicar a C.H. Brummer-Dinger como autoridad en la descripción y clasificación científica de los vegetales.[2]